# Cyrtopodion indusoani
Cyrtopodion indusoani es una especie de gecos de la familia Gekkonidae.

## Distribución geográfica yhábitat
Es endémica de unos montanos en el norte de la provincia de Punyab (Pakistán).